# Boopis juergensii
Boopis juergensii är en calyceraväxtart som beskrevs av Pilger. Boopis juergensii ingår i släktet Boopis och familjen calyceraväxter. Inga underarter finns listade i Catalogue of Life.